# Andreas Blunck
Pour les articles homonymes, voir Blunck.
Andreas Blunck est un homme politique allemand, né le 20 décembre 1871 à Krempe (province du Schleswig-Holstein) et mort le 12 avril 1933 à Aumühle (Troisième Reich).
Membre du Parti démocrate allemand (le DDP), il est ministre de la Justice en 1920.